# Mykolo-Hulak
Mykolo-Hulak (ukrainisch Миколо-Гулак; russisch Николо-Гулак Nikolo-Gulak) ist ein Dorf im Nordosten der ukrainischen Oblast Mykolajiw mit etwa 770 Einwohnern (2004).
Das 1865 gegründete Dorf liegt 18 km nördlich der ehemaligen Rajonhauptstadt Kasanka und etwa 150 km nordöstlich des Oblastzentrums Mykolajiw. Die Stadt Krywyj Rih liegt etwa 60 km östlich des Dorfes. Nördlich von Mykolo-Hulak verläuft die Bahnstrecke Krywyj Rih–Dolynska.
Am 12. Juni 2020 wurde das Dorf ein Teil der Siedlungsgemeinde Kasanka; bis dahin bildete es zusammen mit den Dörfern Tarassiwka (Тарасівка), Ternowe (Тернове), Utischne (Утішне) und Werbowe (Вербове) die Landratsgemeinde Trojizko-Safonowe (Троїцько-Сафонівська сільська рада/Trojizko-Safoniwska silska rada) im Norden des Rajons Kasanka.
Seit dem 17. Juli 2020 ist es ein Teil des Rajons Baschtanka.